# Justin Bailey
Justin Bailey (* 1. Juli 1995 in Williamsville, New York) ist ein US-amerikanischer Eishockeyspieler, der seit Januar 2025 bei den Anaheim Ducks in der National Hockey League (NHL) unter Vertrag steht und parallel für deren Farmteam, die San Diego Gulls, in der American Hockey League (AHL) auf der Position des rechten Flügelstürmers spielt. Sein Vater Carlton Bailey war professioneller Footballspieler in der National Football League (NFL).

## Karriere
Bailey spielte in der Saison 2009/10 für das Amherst Knights-U14-Team und gewann mit der Mannschaft die Meisterschaft. Im folgenden Jahr lief Bailey in zwölf Spielen für die Buffalo Regals auf – den Rest der Saison verpasste er wegen einer Schulterverletzung. Er erzielte vier Tore und bereitete ein weiteres vor. Am Ende der Spielzeit wurde er von den Indiana Ice an elfter Stelle im USHL-Entry Draft sowie an 128. Stelle von den Kingston Frontenacs im in der OHL Priority Selection gewählt.
Bailey wechselte auf die Saison 2011/12 hin zu den Long Island Royals in der Atlantic Youth Hockey League, wo er in 22 Partien 21 Tore erzielte und weitere 13-mal den entscheidenden Pass gab. Zudem saß er während 52 Minuten auf der Strafbank. Des Weiteren trat er in zwei Partien für die Indiana Ice in der United States Hockey League an, wo er ein Tor schoss. Justin Bailey trat mit dem amerikanischen Team am U18-Ivan-Hlinka-Memorial-Tournament 2012 an, wo er in vier Spielen zwei Tore erzielte. Nach dem Turnier trat er für die Kitchener Rangers in der Ontario Hockey League an, wo er in 57 Spielen 17 Tore und 19 Assists erreichte; zudem saß er während 34 Minuten auf der Strafbank.
Nachdem ihn die Buffalo Sabres im NHL Entry Draft 2013 an 52. Position ausgewählt und im November 2014 mit einem Einstiegsvertrag ausgestattet hatten, wechselte Bailey mit Beginn der Saison 2015/16 in die Organisation der Sabres. Dort wechselt er bis zum Ende der Spielzeit 2017/18 regelmäßig zwischen NHL-Aufgebot und dem Farmteam der Sabres, den Rochester Americans aus der American Hockey League (AHL). Nachdem der US-Amerikaner die erste Hälfte der Spielzeit 2018/19 in der AHL bei den Americans verbracht hatte, wurde er im Januar 2019 im Tausch für Taylor Leier zu den Philadelphia Flyers transferiert, wo er auch beim AHL-Kooperationspartner Lehigh Valley Phantoms zu Einsätzen kam. Anschließend wechselte er im Juli 2019 als Free Agent zu den Vancouver Canucks. Dort wurde sein nach der Saison 2021/22 auslaufender Vertrag nicht verlängert. Bailey erhielt in der Folge zunächst im September 2022 einen Probevertrag bei den Edmonton Oilers, wurde aber wenige Tage später von deren Kooperationspartner Bakersfield Condors aus der AHL fest für die Spielzeit 2022/23 verpflichtet. In gleicher Weise wechselte er im Oktober 2023 zu den San Jose Barracuda, erhielt jedoch im November 2023 auch einen Vertrag beim NHL-Kooperationspartner, den San Jose Sharks. Dort erhielt er in der Folge einen Stammplatz und absolvierte noch 59 NHL-Partien im restlichen Verlauf der Spielzeit.
Nachdem sich Bailey in der ersten Hälfte der Saison 2024/25 erneut in der AHL bei den Barracuda wiedergefunden hatte, wurde er im Januar 2025 im Tausch für Pavol Regenda an die Anaheim Ducks abgegeben.

## Erfolge und Auszeichnungen
- 2013 Teilnahme am CHL Top Prospects Game
- 2017 Teilnahme am AHL All-Star Classic

## Karrierestatistik
Stand: Ende der Saison 2023/24

### International
Vertrat die USA bei:
- Ivan Hlinka Memorial Tournament 2012

(Legende zur Spielerstatistik: Sp oder GP = absolvierte Spiele; T oder G = erzielte Tore; V oder A = erzielte Assists; Pkt oder Pts = erzielte Scorerpunkte; SM oder PIM = erhaltene Strafminuten; +/− = Plus/Minus-Bilanz; PP = erzielte Überzahltore; SH = erzielte Unterzahltore; GW = erzielte Siegtore; 1 Play-downs/Relegation; Kursiv: Statistik nicht vollständig)